# Liste der Hochhäuser in Münster
Dies ist eine Liste der Hochhäuser in der westfälischen Großstadt Münster.
| Gebäude                           | Adresse                                      | Etagen | Höhe | Fertigstellungsjahr |
| --------------------------------- | -------------------------------------------- | ------ | ---- | ------------------- |
| Neubau LVM-Versicherungen         | Kolde Ring 21 48126 Münster                  | 19     | 70 m | 1999                |
| Kristall                          | Kolde Ring 21 48126 Münster                  | 17     | 62 m | 2014                |
| Bettenturm West Uniklinik Münster | Albert-Schweitzer-Straße 48149 Münster       | 14     | 62 m | 1983                |
| Bettenturm Ost Uniklinik Münster  | Albert-Schweitzer-Straße 48149 Münster       | 14     | 62 m | 1983                |
| Metropolis Hochhaus               | Berliner Platz 39 48143 Münster              | 15     | 45 m | 2017                |
| Bürotower Hammer Straße 165       | Hammer Straße 165 48153 Münster              | 12     | 43 m | 2001                |
| Westfalen Turm                    | Industrieweg 43 48155 Münster                | 11     | 40 m | 2014                |
| Am Berg Fidel 62-66               | Am Berg Fidel 62-66 48153 Münster            | 15     | 54 m |                     |
| Altbau LVM-Versicherungen         | Kolde Ring 21 48126 Münster                  | 15     | 54 m | 1999                |
| Goerdelerstraße 5                 | Goerdelerstraße 5 48151 Münster              | 12     | 43 m |                     |
| Goerdelerstraße 3                 | Goerdelerstraße 3 48151 Münster              | 12     | 43 m |                     |
| Goerdelerstraße 1                 | Goerdelerstraße 1 48151 Münster              | 12     | 43 m |                     |
| Königsberger Straße 136           | Königsberger Straße 136 48157 Münster        | 12     | 43 m |                     |
| Königsberger Straße 132           | Königsberger Straße 132 48157 Münster        | 12     | 43 m |                     |
| Königsberger Straße 131           | Königsberger Straße 131 48157 Münster        | 12     | 43 m |                     |
| WGZ-Bank                          | Sentmaringer Weg 1 48151 Münster             | 10     | 36 m |                     |
| LVM7                              | Sperlichstraße 10 48151 Münster              | 8      | 29 m | 2008                |
| Stadtwerke Münster                | Hafenweg 1 48155                             | 6      | 22 m |                     |
| Kettelerscher Hof                 | Königsstraße 51-53 48143 Münster             | 5      | 18 m | 2007                |
| Friedrich-Ebert-Straße 181-183    | Friedrich-Ebert-Straße 181-183 48153 Münster |        |      | 1994                |